# I’ve Been Expecting You
I’ve Been Expecting You – drugi solowy album brytyjskiego wokalisty Robbie’ego Williamsa wydany w 1998 roku.

## Lista utworów
źródło:.
1. „Strong” – 4:38
2. „No Regrets” – 5:10
3. „Millennium” – 4:05
4. „Phoenix from the Flames” – 4:02
5. „Win Some, Lose Some” – 4:18
6. „Grace” – 3:11
7. „Jesus in a Camper Van” – 3:38
8. „Heaven from Here” – 3:05
9. „Karma Killer” – 4:26
10. „She’s the One/It’s Only Us” – 4:18
11. „Man Machine” – 3:34
12. „These Dreams” – 31:24